# بني مزاب

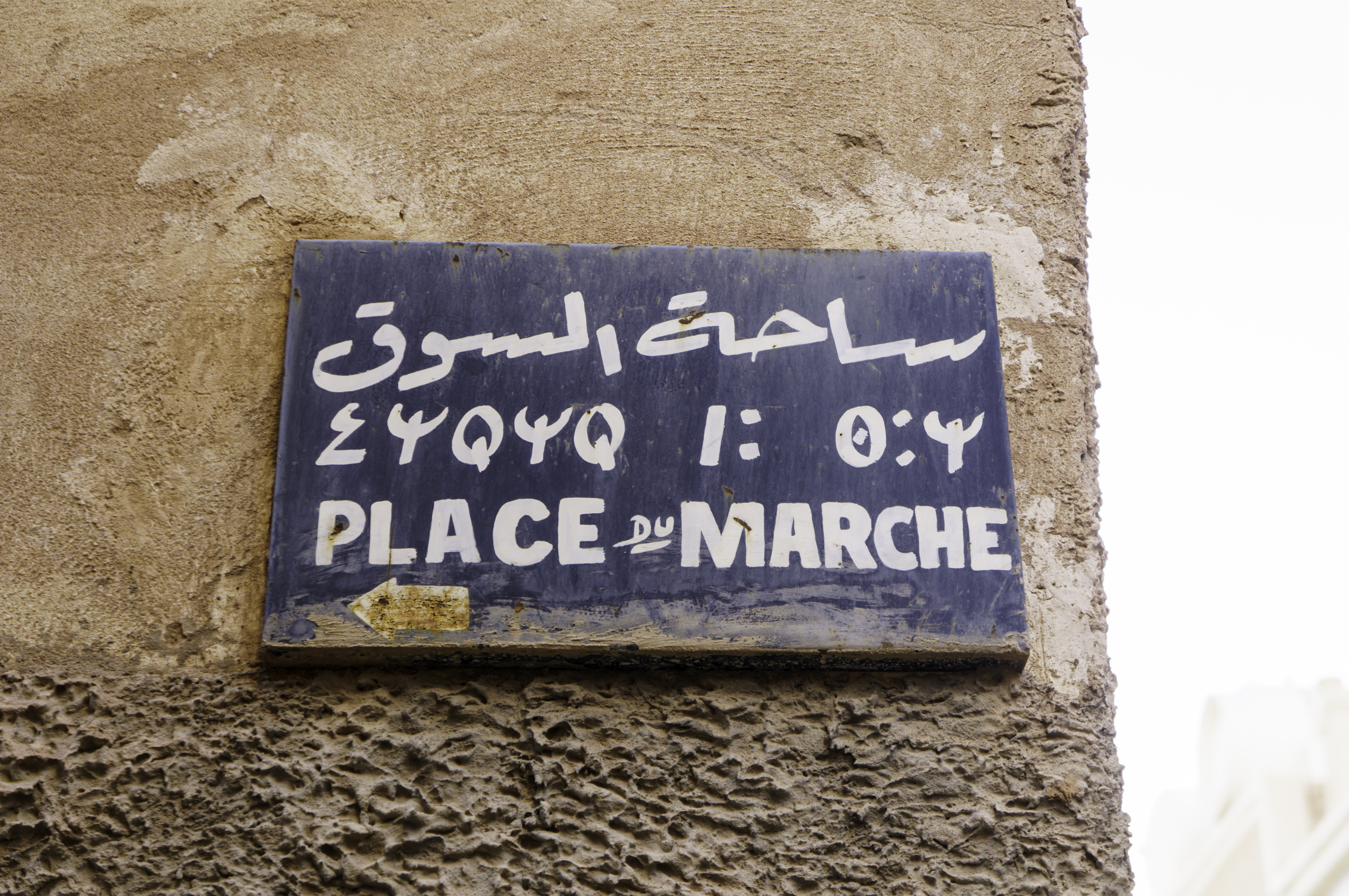
اللغات الثلاث العربية والأمازيغية والفرنسية على لافتة.

المزابيون أو بني مزاب ( بالمزابية : ⴰⵜ ⵎⵣⴰⴱ / تلفظ : آت مْزاب) مجموعة إثنية أمازيغية جزائرية تقيم في المنطقة الطبيعية وادي مزاب شمال الصحراء الكبرى بولاية غرداية في الجزائر. يتحدثون المزابية (تمزابت) وهم مسلمون إباضيون.
يعود تواجد المزابيين بمنطقة شبكة مزاب إلى العصر الحجري القديم  حسب دراسات علماء الآثار وتمتاز مناطق تواجدهم بطراز معماري خاص جعل اليونسكو تصنفها كتراث عالمي.

## اللغة
أصل اللهجة المزابية (بكسر الميم دون زيادة الياء) لهجة زناتية تتفرع من اللغة الأمازيغية ، والمزابية قريبة من القورارية و الشاوية والشلحية والنفوسية.

من خصائصها الابتداء بالساكن للأسماء مثل قولهم (تْمَارْتْ) للِّحية و(تْفُويْتْ) للشمس ومن خصائصها كذلك اجتماع ساكنين في نهاية الكلمة كما في المثالين السابقين.
تاء التأنيث تكون في أوّل الاسم فنقول (تَبَجْنَ) للرأس. وقد يكون المؤنث في الميزابية مختوما بتاء كذلك، ومن ذلك قولهم (تمطُّوتْ) للمرأة، و(تْوَارْتْ) لأنثى الأسد.
كما أنّ من خصائصها عدم وجود صيغة التثنية.
اإن اللغة الميزابية غنية بالأمثال التي تغني عن الكلام الطويل مما يدل على حكمة أهلها مثل : (وِيُّوفِينْ وَلْيَطِّيفْ أََدِبْرَسْ وَلْيَتِّيفْ) ومعناه : من وجد ولم يقبض بَحث ولم يجد، ويضرب لمن ضيع الفرص.
و من الكنايات الميزابية قولهم : (يَقَّنْ سْوُولْمَانْ) ومعناه : مربوط بخيط واهن، وهو كناية عن عدم إحكام الأمور.قال الله:{ومن آياته اختلاف ألسنتكم وألوانكم...}.
و للمزابيين قصائد شعرية يتغنون بها في المناسبات كوقت الدرس للفلاحين، وأوقات النسج للنسوة، وفي الأعراس، والأعياد الدينية.
تأثرت اللهجة المزابية كثيرا بالدارجة، لكن الألفاظ المقتبسة منها لم تبق على هيئتها الأولى بل صاغها المزابيون على قواعد لغتهم وركبوها تركيبا جديدا، فانسجمت مع المزابية، وصارت جزءا منها، لا ينتبه إليها إلا من عرف أصلها، فكلمة (أَمْبَارْشْ) أصلها مبارك، وكلمة (يَتْزَالَّ) أصلها يصلي.